# Коля
Коля (перс. كليا, також романізоване як Kolyā ; також відоме як Keyā та Kīā) — село в сільському окрузі Шохада, округ Яне Сар, повіт Бехшахр, провінція Мазандаран, Іран. За даними перепису 2006 року, його населення становило 103 особи, що проживали у складі 34 сімей.